# جوزيف أرغاور
جوزيف أرغاور (بالألمانية: Josef Argauer) (ولد 15 نوفمبر 1910 - توفي 10 أكتوبر 2004) هو لاعب ومدرب كرة قدم نمساوي. درّب منتخب النمسا لكرة القدم في كأس العالم لكرة القدم 1958.

## روابط خارجية
- جوزيف أرغاور على موقع قاعدة بيانات كرة القدم.إي يو (الإنجليزية)
- جوزيف أرغاور على موقع بيانات كرة القدم. دي إي (الألمانية)
- جوزيف أرغاور على موقع Soccerway.com (الإنجليزية)
- جوزيف أرغاور على موقع عالم كرة القدم.نت (الإنجليزية)